# Solitude, Dominance, Tragedy
Solitude, Dominance, Tragedy är det andra studioalbumet av det svenska progressiva metal-bandet Evergrey. Albumet utgavs april 1999 av det schweiziska skivbolaget Hall of Sermon och Gothenburg Noiseworks (GNW Records). Albumet återutgavs 2004 med ett bonusspår, videon "The Masterplan".

## Låtlista
1. "Solitude Within" – 5:34
2. "Nosferatu" – 5:40
3. "The Shocking Truth" – 4:35
4. "A Scattered Me" – 4:18
5. "She Speaks to the Dead" – 4:59
6. "When Darkness Falls" – 4:52
7. "Words Mean Nothing" – 4:13
8. "Damnation" – 3:52
9. "The Corey Curse" – 5:23

Text: Tom S. Englund (spår 1–3, 7–9), Tom S. Englund/Evergrey (spår 4–6)
Musik: Evergrey

## Medverkande
Musiker (Evergrey-medlemmar)
- Tom S. Englund – sång, gitarr
- Dan Bronell – gitarr
- Daniel Nojd – basgitarr
- Patrick Carlsson – trummor

Bidragande musiker
- Carina Englund – sång, kör-arrangemang
- Mercury Choir – kör
- Erik Ask – harpa
- Zachary Stephens – keyboard
- Stuart Wyatt – 6-strängad violin

Produktion
- Andy LaRocque – producent, ljudtekniker, ljudmix
- Evergrey – producent
- Rizza (Kristian Isaksson) – tekniker
- Kristin Wåhlin, Samuel Durling – omslagskonst
- Kenneth Johansson – foto